# Иаков Эдесский
Иаков Эдесский (сир. ܝܥܩܘܒ ܐܘܪܗܝܐ) (ок. 633-708) — сирийский христианский писатель VII века, епископ Эдессы. Родился близ Антиохии, принял монашеский постриг в Халкиде. Получил образование в Александрии, изучая труды Аристотеля и Иоанна Филопона. По возвращении на родину в 684 году стал епископом, однако спустя 4 года оставил свой пост. Известен своими экзегетическими работами и трудами по литургике.